# Topkapi (película)
Topkapi es una película estadounidense de 1964, producida y dirigida por Jules Dassin, con Melina Mercouri, Peter Ustinov, Maximilian Schell, Robert Morley y Akim Tamiroff en los papeles principales. 
Topkapi fue galardonada en 1965 con el Óscar y el Laurel de Oro al mejor actor secundario: Peter Ustinov.

## Sinopsis
Arthur Simon Simpson (Peter Ustinov) es un delincuente de poca monta, perezoso y de mediana edad que vive en Kavala (Grecia). Trabaja allí como revendedor de billetes, y abordando a los turistas para ofrecerles souvenires baratos y sus servicios como guía turístico. Es así como conoce a Walter Harper (Maximilian Schell) y a su acompañante Elizabeth Lipp (Melina Mercouri). Ambos son realmente ladrones de alto nivel que planean robar una pieza de la sala del Tesoro Imperial del Palacio de Topkapı, en Estambul (Turquía): la valiosísima daga de oro, adornada de esmeraldas, diamantes y perlas que había pertenecido al sultán Mahmud I, exhibida en una vitrina de seguridad.
Harper contrata a Simpson como chofer, para que conduzca su convertible de lujo a Estambul y allí dejarlo en el hotel donde él se hospedará. Simpson llega a la frontera y el automóvil es revisado en la aduana turca, encontrándose un fusil y unas granadas de humo escondidas en él, elementos que serían usados para cubrir la retirada de los ladrones. Simpson es arrestado y enviado a la Policía secreta turca, bajo la sospecha de ser un terrorista implicado en un intento de asesinato. Finalmente, la policía acepta dejarlo ir, bajo la condición de transformarse en un soplón, debiendo espiar a Harper y a todos los que él contacte en Estambul. A Simpson no le queda otra que aceptar. Ya en Estambul se reúne con Harper y Lipp, y el resto del grupo de delincuentes que participarán en el robo: Cedric Page (Robert Morley), experto en alarmas; Hans Fisher (Jess Hahn), el forzudo; y Giulio "la mosca humana" (Gilles Ségal), un acróbata. Después de cumplir su misión como espía, con magros resultados, Simpson finalmente se transforma, por causas fortuitas, en un miembro más de la banda. Inclusive, después de confesar finalmente su condición de soplón, Harper lo acepta, por necesidad, al tener que reemplazar a uno de los ladrones. Sin saber de que se trata, el día del golpe, Simpson es obligado a trepar al techo del museo, a pesar de sufrir de vértigo, haciéndolo añorar, más que nunca, su vida en Grecia. El golpe se realiza, pero con un resultado inesperado.